# Сологуб-Довойно Станіслав
Сологуб-Довойно Станіслав (* 1885 — † 1939) — полковник армії Російської імперії, польський воєначальник, бригадний генерал Війська Польського. 
Закінчив Київський кадетський корпус (1905 р.) та Миколаївську академію Генерального штабу в Санкт-Петербурзі (1912 р.) Під час Першої світової війни перебував на австрійському фронті. У 1917—1918 рр. — начальник штабу 4 стрілецької дивізії, у 1918 р. — начальник штабу 2 польського корпусу в Росії. У 1919 р. полковник армії генерала Ю. Галлера; був його уповноваженим і головою місії в Південній Росії. До Польщі прибув у липні 1920 р., і після офіційного прийняття до польської армії залишився в розпорядженні Міністерства закордонних справ — був представником Польської Республіки на конференції в місті Барановичі. З 1923 р. — перебував на службі у польській армії. 1 січня 1927 р. отримав чин бригадного генерала. Вийшовши у 1936 р. у відставку оселився в маєтку Зелово (Ziołów) поблизу міста Кобрин (тепер Брестська область, Білорусь). Розстріляний радянським офіцером у вересні 1939 р. під час вторгнення Червоної армії у Польщу.